# Mordellistena parvicauda
Mordellistena parvicauda es una especie de coleóptero de la familia Mordellidae.

## Distribución geográfica
Habita en Bulgaria.